# Después de la tormenta
Después de la tormenta, es una película argentina, dirigida por Tristán Bauer y protagonizada por Lorenzo Quinteros, Patricio Contreras y Ana María Picchio. Obtuvo diez premios, entre ellos el Cóndor de Plata y el Colón de Oro como mejor película. Se estrenó el 6 de junio de 1991.

## Sinopsis
Fines de la década de 1980 en la Argentina. La crisis económica deteriora la situación de una familia de migrantes internos que se había ido a vivir a Buenos Aires. El jefe de familia resuelve entonces volver a su lugar de nacimiento, pero allí encuentra a sus padres y hermanos, viviendo aún peor.

## Actores
- Lorenzo Quinteros (Ramón)
- Patricio Contreras (Santos)
- Ana María Picchio
- Eva Fernández (Nora)
- Franklin Caicedo (Negro)
- José Jofre Soares
- Javier Núñez (Andrés)
- Paola Cardozo (Paloma)
- Lidia Catalano
- Juan Ramón López
- Víctor Hugo Carrizo
- Oscar Núñez
- Isaac Haimovici
- Carlos Romano
- Gonzalo Arguimbau
- José Andrada
- Oscar Cisterna
- Guillermina Quiroga
- María Ucedo

• Mayra Bonard
- Ángela Thompson Georgas	(Luisa Gomez)

## Premios
- 1992, Premios Cóndor de Plata (8): mejor película, mejor director, mejor guion, mejor fotografía, mejor montaje, mejor ópera prima, mejor revelación femenina (Eva María Fernández), mejor actor de reparto (Patricio Contreras)
- 1990, Festival de Cine Iberoamericano de Huelva: (Premios Colón): Colón de Oro.
- 1990, Festival de San Sebastián: mejor director debutante